# Marco Antonio (tribuno de la plebe)
Marco Antonio  fue un político romano del siglo II a. C. perteneciente a la gens Antonia.

## Carrera pública
Ocupó el cargo de tribuno de la plebe en el año 167 a. C., cuando se opuso con su colega Marco Pomponio al pretor peregrino de ese año, Manio Juvencio Talna, que pretendía presentar una resolución ante el pueblo para que este aprobara la guerra contra Rodas. Todo el proceso estuvo salpicado de polémica porque tanto el pretor como los tribunos actuaron sin seguir la costumbre.
Más tarde, ese mismo año, convocó una contio para permitir que Lucio Emilio Paulo Macedónico hablara ante la asamblea de sus éxitos militares en Macedonia.
Se cuenta entre los antepasados directos del triunviro Marco Antonio, quien también ocupó el cargo de tribuno de la plebe, pero en el 49 a. C.